# Tick
Tick é um personagem criado pelo cartunista Ben Edlund em 1986, como mascote da editora americana New England Comics. Trata-se de uma paródia dos super-heróis clássicos dos quadrinhos. Em 1988 foi publicada uma série de quadrinhos baseada no personagem. Em outubro de 2017, para celebrar o Halloween ComicFest, a publicação original foi relançada em cores.

## Poderes e habilidades
Tick é invulnerável, o que permite que ele não sofra qualquer tipo de ferimento (o que não significa não sentir dor). Possui superforça, podendo dobrar uma viga de aço com facilidade. Uma especie de poder conhecido como "drama power" (poder dramático) faz com que Tick aumente o nível de seus poderes quando a situação em que se encontra está mais dramática. O personagem também consegue sobreviver no espaço ou sob a água sem oxigênio por bastante tempo. 
Na adaptação feita pela Amazon, em 2016, ele é capaz de pular e alcançar grandes alturas com facilidade e velocidade. No piloto da série, o personagem afirma ter a força de "dez, talvez vinte homens".
Por isso, ele pode sobreviver a momentos de estresse extremo e demonstrou essa habilidade em várias ocasiões. Em um exemplo notável, no episódio animado "Evil Sits Down for a Moment", ele caiu 4.000 metros do céu, atravessando a estrada de concreto abaixo de um túnel de metrô, ainda antes de chegar a uma parada ele foi posteriormente atingido de frente por um trem. Vários supervilões poderosos conseguiram derrubá-lo, mas não por muito tempo. 
Ele não possui um sistema imunológico poderoso, já que foi visto com o resfriado comum. Uma de suas poucas fraquezas está nas antenas, sem as quais, perde o equilíbrio.

## Outras mídias
- The Tick (2001) - Série live-action produzida pela Columbia TriStar Television e exibida pelo canal Fox no final de 2001. O personagem foi interpretado pelo ator Patrick Warburton.
- The Tick (2016)  - Série live-action lançada em 2016 pela Amazon Prime, com o ator Peter Serafinowicz interpretando o herói. A série foi cancelada após duas temporadas. [2]